# Kaiserkrone (Pflanze)
Die Kaiserkrone (Fritillaria imperialis) ist eine Pflanzenart aus der Gattung der Fritillaria in der Familie der Liliengewächse (Liliaceae). Sie wird als Zierpflanze genutzt und ist in Mitteleuropa seit spätestens 1573 in Kultur.

## Beschreibung

### Vegetative Merkmale
Die Kaiserkrone ist eine ausdauernde krautige Pflanze, die Wuchshöhen von 50 bis 150 Zentimetern erreicht. Dieser Geophyt bildet Zwiebeln als Überdauerungsorgane aus. Die Zwiebeln verströmen einen auffallend strengen Geruch, der nach Meinung vieler Hobbygärtner Wühlmäuse abschreckt. Der Stängel ist beblättert. Die einfachen Laubblätter sind lanzettlich und parallelnervig.

### Generative Merkmale
Die Blütezeit reicht von April bis Mai. Oberhalb der Blüten ist ein Laubblattschopf vorhanden. Drei bis sechs (selten bis acht) Blüten bilden einen Scheinquirl. Die  hängenden, zwittrigen Blüten sind dreizählig und weisen einen Fuchsgeruch auf. Innen befindet sich eine perlmuttfarbige Nektardrüse mit einem Durchmesser von 5 Millimetern. Die sechs gleichgestaltigen, hell- bis dunkelorangefarbenen oder gelben Blütenhüllblätter sind 40 bis 55 (selten bis 60) Millimeter lang. Es sind sechs freie Staubblätter vorhanden. Die Bestäubung erfolgt durch Bienen.
Die Chromosomenzahl beträgt 2n = 24.

## Vorkommen

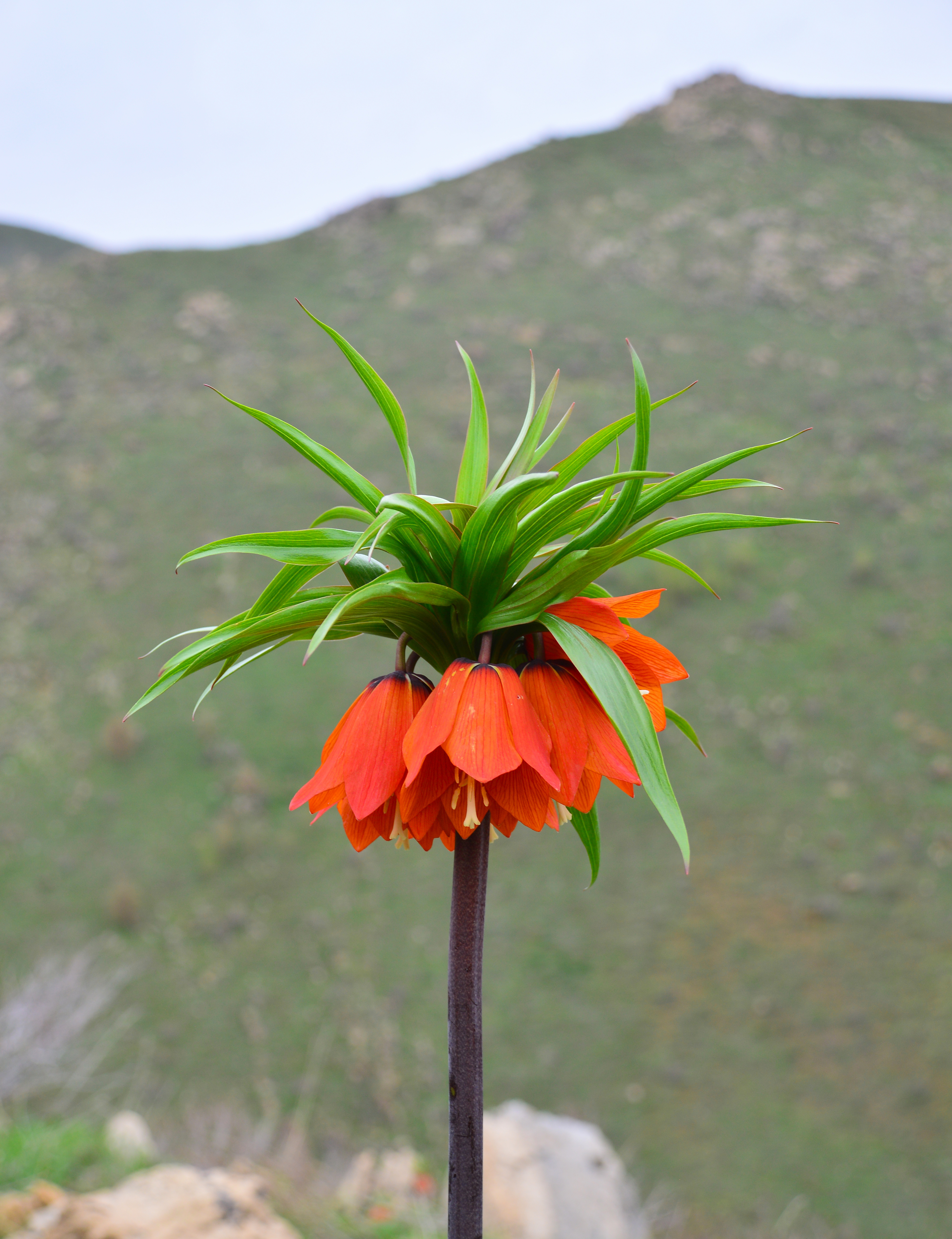
Fritillaria imperialis in der Provinz Hakkâri, Türkei

Die Kaiserkrone kommt in der südöstlichen Türkei, im nördlichen Irak, im westlichen sowie südlichen Iran, in Afghanistan, in Pakistan und im Kaschmir vor. Sie besiedelt hier steinige Hänge und Gebüsche in Höhenlagen von 1250 bis 3000 Metern.

## Systematik

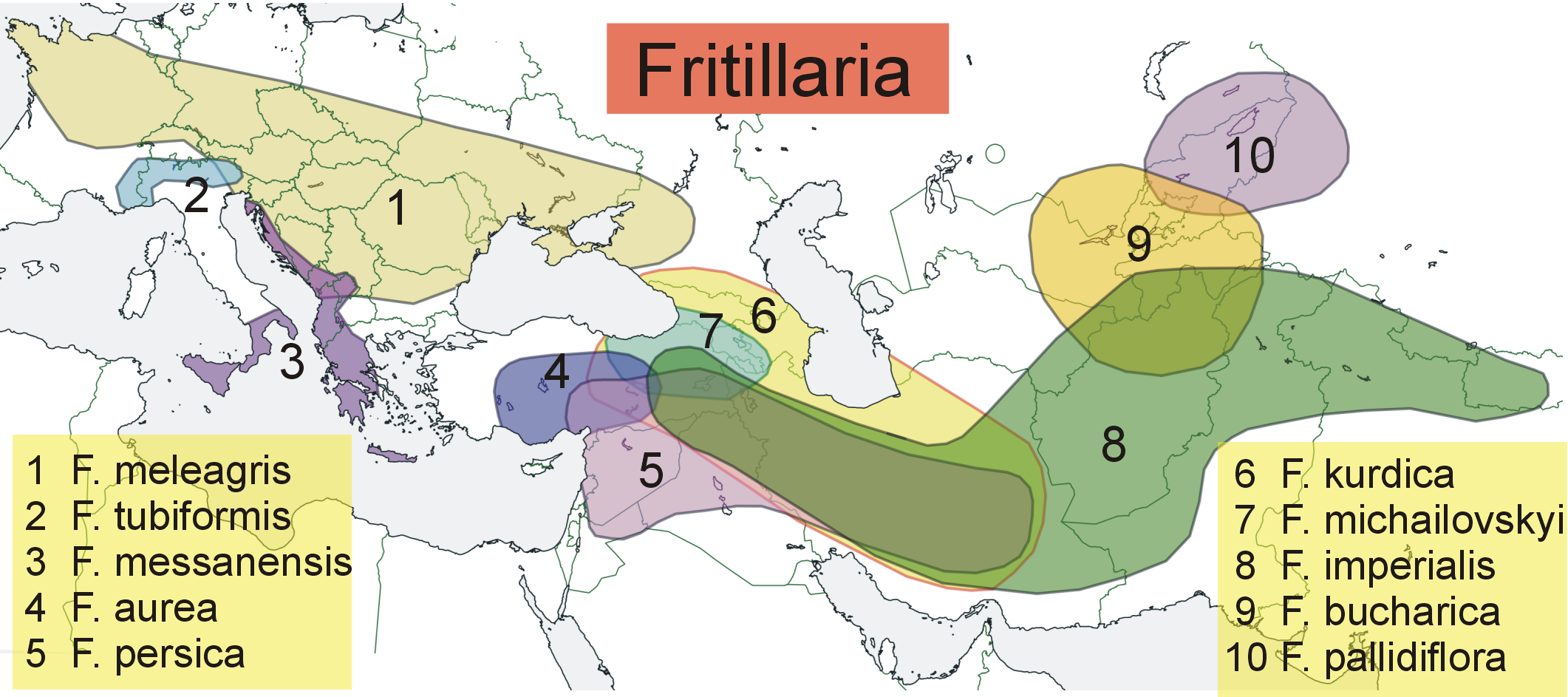
Verbreitungskarte von zehn Arten „Fritillaria“ in Europa sowie West- und Mittelasien. (Versuch einer Darstellung gemäß der in den jeweiligen Wikipedia Seiten (en,de,ru,fr) angegebenen natürlichen Verbreitung)

Die Erstveröffentlichung von Fritillaria imperialis erfolgte 1753 durch Carl von Linné in Species Plantarum Band 1, Seite 303.
Von Fritillaria imperialis gibt es etwa zwei Varietäten:
- Fritillaria imperialis L. var. imperialis (Syn.: Fritillaria corona-imperialis Panz., Fritillaria corona-imperialis Gaertn., Fritillaria imperialis var. maxima Eeden, Fritillaria aintabensis Post, Fritillaria imperialis var. rubra-maxima auct., Fritillaria imperialis var. longipetala auct.): Sie kommt von der südlichen und östlichen Türkei bis zum nordwestlichen Iran und von Afghanistan bis zum westlichen Himalaja vor.[4]
- Fritillaria imperialis var. kashmirensis Wietsma: Diese 2014 erstbeschriebene Varietät kommt im westlichen Himalaja vor.[4]

## Giftigkeit
Wie die meisten Fritillaria-Arten ist die Kaiserkrone für den Menschen giftig. Vor allem die Zwiebel – aber auch die übrige Pflanze – enthält eine Reihe von giftigen Alkaloiden, darunter Fritillin und das Steroidalkaloid Imperialin, das zu Kreislaufbeschwerden, Erbrechen und Krämpfen führen kann, bei hohen Dosen (besonders bei Kindern) auch zum Herzstillstand. Zur Behandlung werden Spasmolytika verabreicht.

## Nutzung
Die Kaiserkrone ist eine häufige Zierpflanze in Rabatten und Staudenbeeten. Sie ist eine alte Gartenpflanze des Orients. In Mitteleuropa ist sie seit spätestens 1573 in Kultur. Es gibt zahlreiche Sorten mit gelben, orangefarbenen oder ziegelroten Blüten.
Auswahl:
- ‘Prolifera’ (‘Crown on Crown’): hellorange Blüten in zwei Kränzen übereinander
- ‘Aureovariegata’: weißgelb berandete Blätter, braunorange Blüten
- ‘Lutea maxima’: gelbe Blüten
- ‘Orange Billian’: große, orange, bräunlich überlaufene Blüten, Pflanze widerstandsfähig
- ‘The Premiere’: frühe Blütezeit, orangegelbe Blüten, purpurne Nerven

Im Juli 2011 wurde sie vom niederländischen Internationalen Blumenzwiebel-Centrum (IBC) zur Blumenzwiebel des Jahres 2011 gewählt.

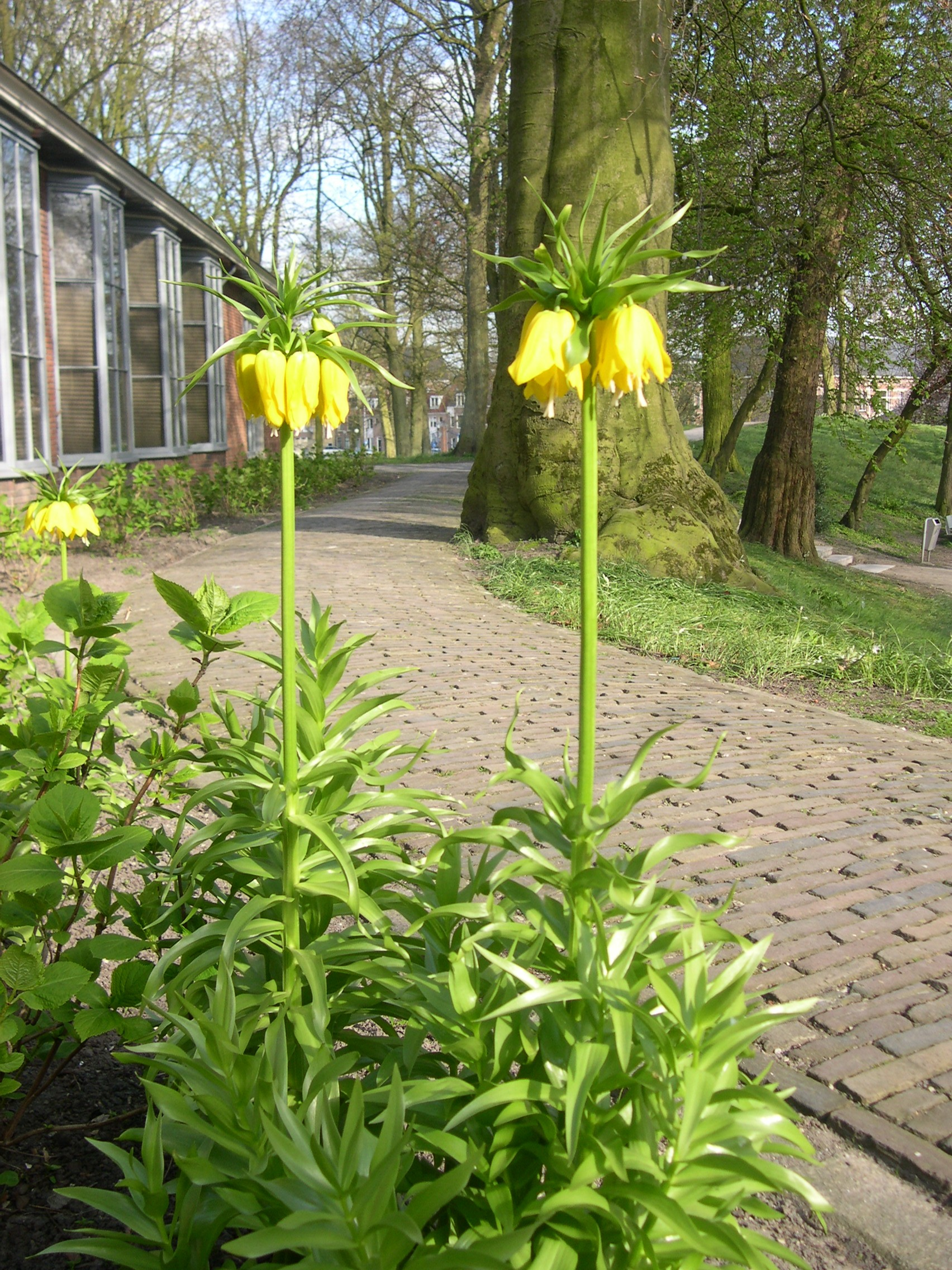
Habitus einer gelben Sorte
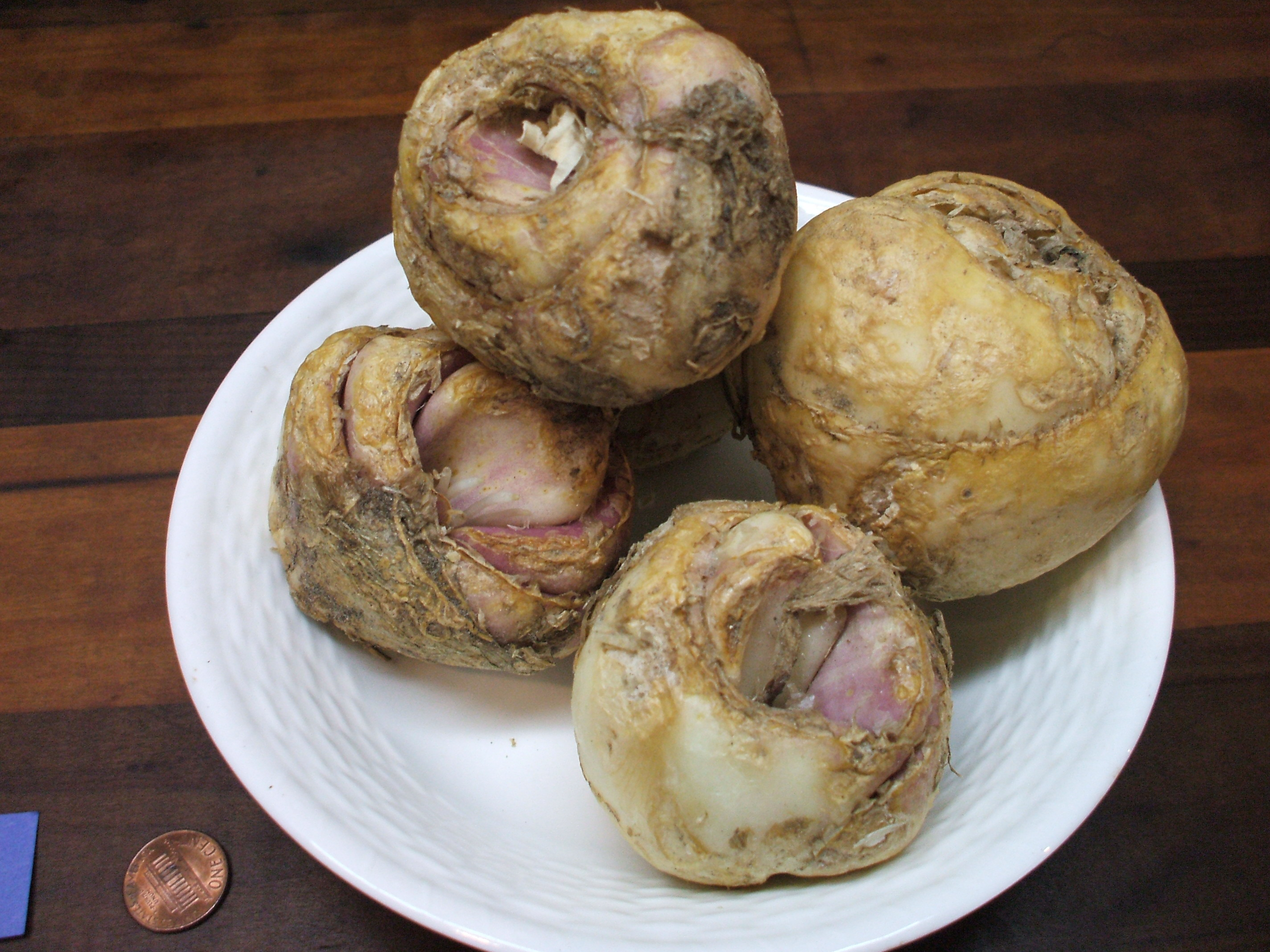
Zwiebeln
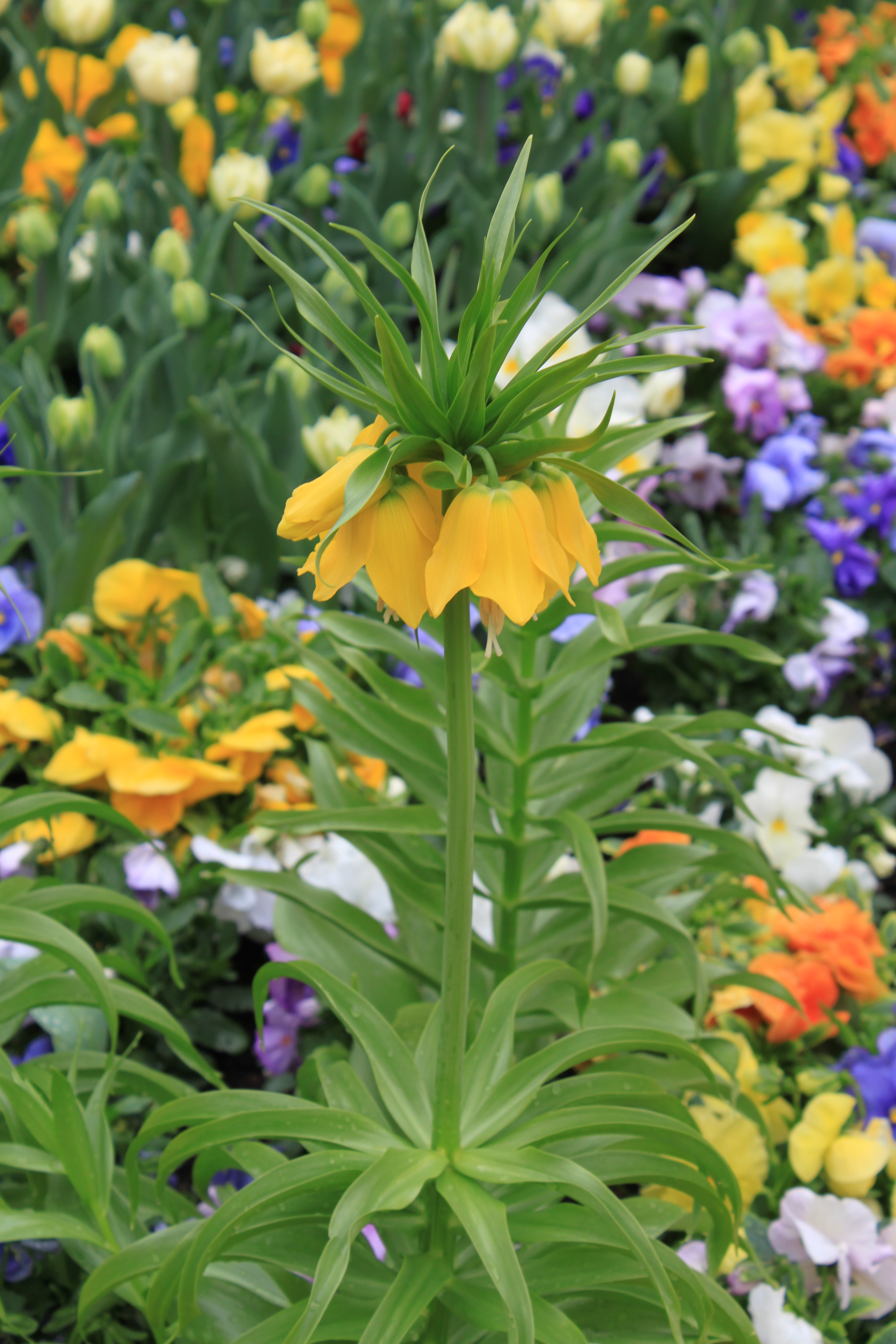
Gelbe Kaiserkrone-Sorte in Blumenbeet mit Tulpen und Stiefmütterchen
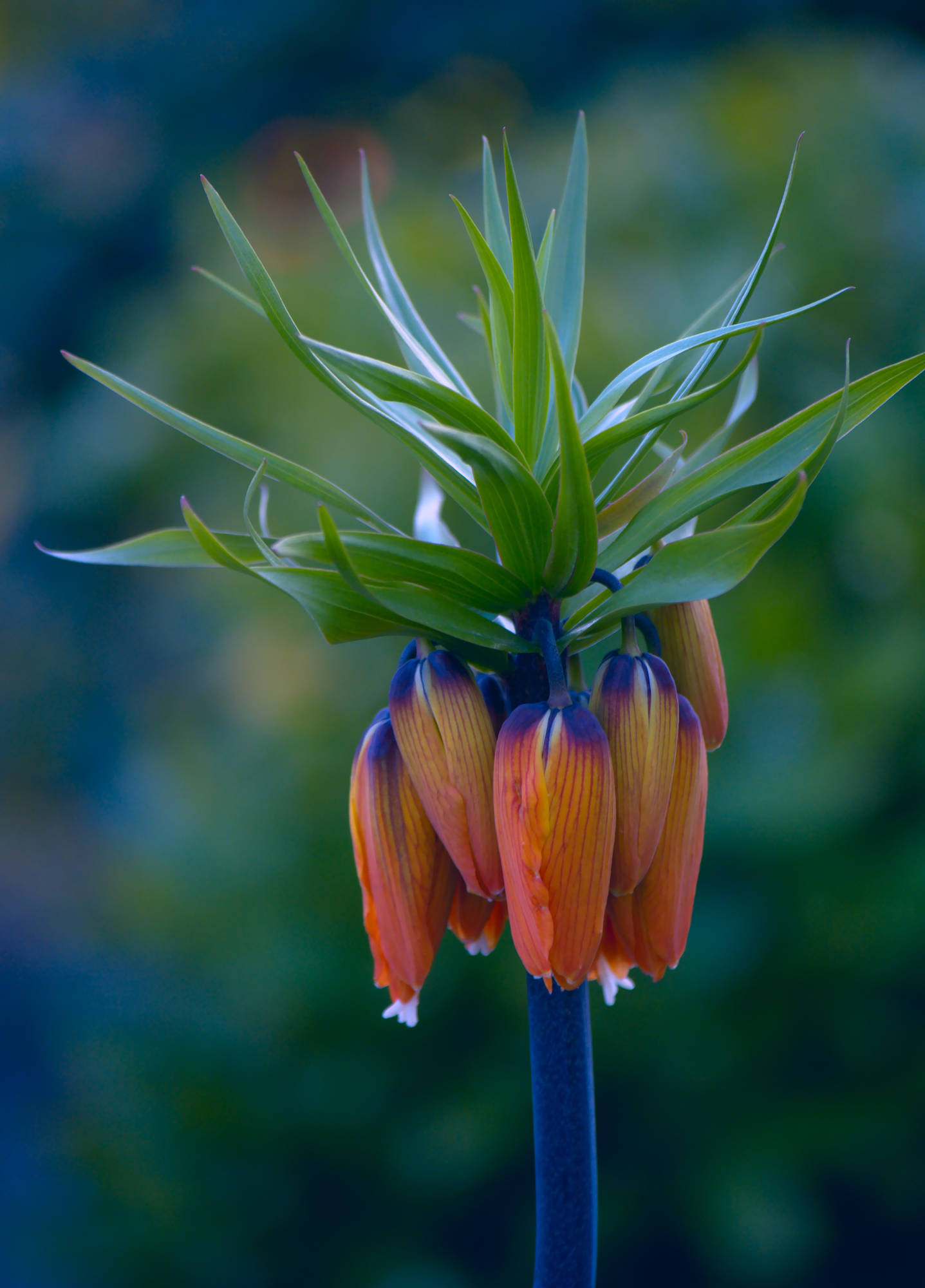
Große, noch geschlossene Blüten der Kaiserkrone-Sorte ‘Orange Billian’

## Philatelistisches
In Ergänzung der Briefmarkendauerserie Blumen gab die Deutsche Post AG ein Postwertzeichen im Wert von 60 Eurocent heraus. Die Marke zeigt eine Fritillaria imperialis rubra. Erstausgabetag war der 5. Dezember 2013. Der Entwurf stammt von den Grafikern Stefan Klein und Olaf Neumann in Iserlohn.

## Trivialnamen
Für die Kaiserkrone bestehen bzw. bestanden auch die weiteren deutschsprachigen Trivialnamen: Kaiserkron (niederdeutsch), Königskron, Königslilien und Kronblume.